# Зверюга
«Зверюга» (итал. Il bestione) — художественный фильм совместного производства Италии и Франции, снятый в 1974 году итальянским режиссёром Серджо Корбуччи.

## Сюжет
Сандро Колаутти и Маттео Дзаги — два водителя-дальнобойщика, которые на протяжении многих лет работают вместе на одну компанию по перевозке грузов из Италии в страны дальнего зарубежья. В день посещения врача для подтверждения профессиональной пригодности верный спутник Колаутти, Маттео, которому больше пятьдесяти лет, не проходит медицинское обследование и поэтому должен досрочно выйти на пенсию. Чтобы не потерять работу, Колаутти неохотно соглашается взять напарником Нино Патровиту, водителя гораздо моложе, чем он. Когда эти двое встречаются в первый раз, они друг другу не нравятся вообще: ломбардиец Сандро Колаутти молчаливый и сдержанный, в то время как сицилиец Нино Патровита болтливый и самодовольный. Между двумя водителями разного возраста и характера, вынужденными жить в маленькой кабине грузовика, сначала начинаются трения. Сандро держит дистанцию, потому что ему не хватает его старого напарника, но главным образом потому, что в молодом Нино он отчасти видит конкурента, который когда-нибудь займёт его место. Однако постепенно, пона их «зверюга» — большой грузовик для международных перевозок — ведёт их по дорогам Европы, возникшее между ними искреннее общение начинает создавать связь уважения и взаимного доверия. Колаутти, под большим впечатлением от самоубийства из-за отсутствия работы его бывшего коллеги и близкого друга Маттео, решает воплотить идею Нино: уйти обоим из фирмы и начать свой собственный бизнес по перевозке грузов. Собрав сбережения и получив деньги под залог квартиры, где после развода с женой в одиночестве живёт Колаутти, они совместно покупают грузовик с прицепом, Фиат 691 N. Их  первый контракт, однако, влечёт целый ряд осложнений. Сначала происходит столкновение с бывшими коллегами из транспортной компании, объявившими забастовку в знак протеста против условий труда. Бастующие работники пытаются заблокировать выезд их грузовика из ворот фирмы, но Колаутти отказывается их поддержать. Он обвиняет представителя профсоюза в безразличии к трагедии бедного Маттео, заявив ему по поводу их выбора не бастовать: «это не в твоей компетенции». Потом двое друзей не находят клиентов в Германии и для того, чтобы окупить затраты на обратный путь, принимают предложение неких тёмных личностей доставить в Италию «посылку». Впоследствии этой посылкой оказывается находящийся в розыске преступник. После пересечения границы с Италией, благодаря обману и драке, двое друзей освобождаются от ненужного гостя. Но дорога домой остаётся ещё долгой, и бандиты скоро отправляются по следам двух героев, которым, из-за неисправности прицепа, пришлось опасно перегрузить «зверюгу». В отместку за невыполненные условия договора группа преступников избивает Колаутти и Патровиту, бьёт стёкла у грузовика и отпускает тормоза прицепа, позволив машине скользить к краю оврага. Двое друзей пытаются задержать падение грузовика, и в конце концов будут спасены от окончательной потери их бывшим коллегой из транспортной фирмы по прозвищу «Супершелл».

## О фильме
«Зверюга» — это удачное сочетание комедии, road-movie и драмы с существенными социальными темами и некоторыми эротическими элементами. Почти забытый сейчас фильм в истории итальянского кино был одним из самых представительных и впечатляющих успехов коммерческого производства этой страны в 60-х — 70-х годах и отличился необыкновенной жизнеспособностью.

## Кастинг
Первоначально на роли двух главных героев Корбуччи решил взять Бада Спенсера и Адриано Челентано; первого, однако, режиссёр не почувствовал подходящим для пары со вторым, а вскоре истёк срок контракта певца с продюсером фильма Карло Понти. Тогда Серджо Корбуччи подумал о паре Джаннини-Гассман, но на этот раз Джаннини полагал, что данное противостояние будет не в его пользу. Рассматривали также кандидатуру Лино Вентуры, от чего, однако, оказались — и тогда был приглашён Мишель Константен.

## В ролях
- Джанкарло Джаннини: Нино Патровита
- Джузеппе Маффиоли:  «Супершелл»
- Джулиана Каландра:  Амалия, вдова Маттео
- Далила Ди Ладзаро: Магда
- Энцо Фьермонте: Маттео Дзаги
- Йоле Фьерро: бывшая жена Колаутти
- Габриэлла Джорджелли: Зои
- Аттилио Дузе: водитель грузовика
- Анна Маццамауро: Элена, подруга Амалии
- Джорджо Трестини: Андреа, болонский водитель
- Имма Пиго: Лелла, дочь Сандро Колаутти

## Съёмочная группа
- Режиссёр: Серджо Корбуччи
- Сценарий и диалоги: Серджо Донато, Лучано Винченцони
- Продюсер: Карло Понти
- Оператор-постановщик: Джузеппе Ротунно
- Композиторы: Гвидо Де Анджелис, Маурицио Де Анджелис